# Deuteronomi
Deuteronomi (del grec antic: Δευτερονόμιον, Deuteronómion, "segona llei"; hebreu דְּבָרִים, Devārīm, "[parlades] paraules") és el cinquè llibre de la Torà i, per tant, de la Bíblia. En hebreu el nom és "Devarim" דברים paraules, que prové de la primera frase del text Eleh ha-devarim, "Aquestes són les paraules...".
El nom català prové del nom grec del llibre a la versió Septuaginta, Δευτερονόμιον, deuteronomion, que significa "segona llei".
Aquest nom està basat en la traducció errònia de mishné ha-torà ha-zot (Deut. 17:18), que gramaticalment només significa "una repetició [és a dir una còpia], d'aquesta llei", però que va ser traduït τὸ Δευτερονόμιον τοῦτο, "aquesta repetició de la llei". Encara que va ser una traducció errada, no és inadequada, ja que el llibre inclou una repetició de gran part de les lleis no sacerdotals de l'Èxode.
El llibre conté tres discursos que Moisès va pronunciar abans de la seva mort a les planures de Moab, l'onzè mes de l'últim any del seu recorregut:
- Primer discurs: recapitula els esdeveniments principals dels últims quaranta anys al desert, amb l'exhortació d'obeir les ordenances divines.
- Segon discurs (el cos del llibre), dividit en:
  - Introducció: la repetició dels Deu Manaments
  - El Codi Deuteronòmic, que descriu les admonicions i injuncions als israelites relacionades amb llur comportament, tan bon punt s'establessin a Canaan.
- Discurs conclusiu: relacionat amb les sancions de la llei, les benediccions als obedients i la maledicció sobre els rebels. Els exhorta a complir fidelment el pacte amb Déu.

El llibre conté tres apèndixs, després que Moisès designés Josuè com el seu successor:
- El càntic que Déu ha demanat que Moisès escrigués
- Les benediccions de Moisès a cadascuna de les tribus
- La història de la mort de Moisès i la seva sepultura.